# 洛茲尼察 (拉兹格勒州)
43°22′N 26°36′E / 43.367°N 26.600°E
洛茲尼察，是保加利亞東北部拉兹格勒州洛茲尼察市鎮的城鎮及行政中心，面積24.13平方公里，海拔高度264米，2011年人口2,222，人口密度每平方公里92.08人。